# Базарас, Казимерас Казио
Казимерас Казио Базарас — советский литовский хозяйственный деятель, Герой Социалистического Труда.

## Биография
Родился в 1931 году в Кедайнском районе. Член КПСС.
В 1949—1973 — столяр, в 1973—1991 — секретарь парткома объединения мебельных предприятий «Вильнюс» Министерства мебельной и деревообрабатывающей промышленности Литовской ССР.
Указом Президиума Верховного Совета СССР от 7 мая 1971 года присвоено звание Героя Социалистического Труда с вручением ордена Ленина и золотой медали «Серп и Молот».
Депутат Верховного Совета Литовской ССР 7-го созыва.
Умер в 2018 году в Вильнюсе.

## Награды и звания
- Герой Социалистического Труда (07.05.1971)
- Орден Ленина (07.05.1971)
- Орден Трудового Красного Знамени (1966)
- Орден Дружбы народов (22.05.1986)